# 프리즈 (브레이크댄스)

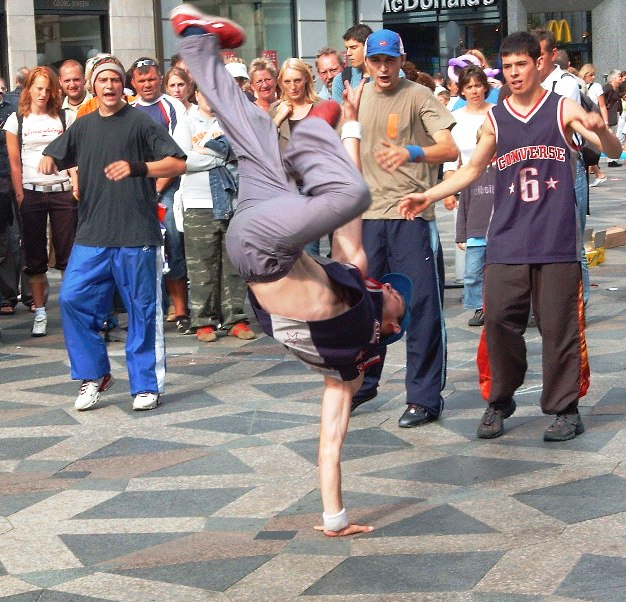
프리즈

프리즈(영어: Freeze)는 브레이크댄스의 동작 중 하나다. 모든 신체 동작을 멈추는 비보잉 기술로, 종종 흥미롭거나 균형이 강조되는 자세를 취한다. 이 자세는 마치 움직이는 동안 얼어붙는 것처럼 또는 얼음 속에 있는 것처럼 움직이지 않고 고정되어 있다. 프리즈는 종종 신체의 다양한 비틀림과 왜곡을 세련되고 종종 어려운 자세로 통합한다.
스핀 동작은 종종 프리즈와 결합되기도 한다.